# イタロ・モンテメッツィ
イタロ・モンテメッツィ（Italo Montemezzi, 1875年5月31日 - 1952年5月15日）はイタリアの作曲家。歌劇《三人の王の愛 （L'amore dei tre re）》がおそらく最もよく知られている。

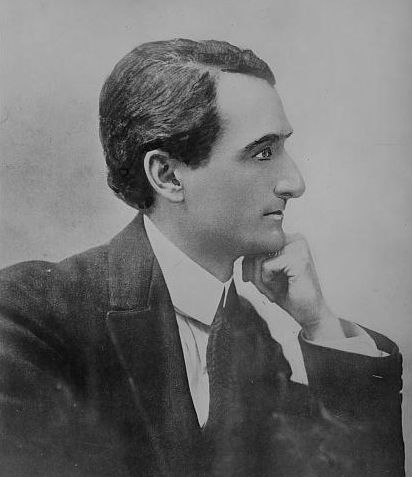
イタロ・モンテメッツィ

ヴェローナ近郊のヴィガージオ出身。ミラノ音楽院で音楽を学んだ後、さらに1年間、和声法の指導を受ける。1913年の歌劇《三人の王の愛》が出世作となったおかげで作曲活動に没頭できるようになり、1919年にアメリカ合衆国を訪れ、11月18日にシカゴで自作の歌劇《 La Nave 》を手ずから指揮して初演する（ただし世界初演は1918年、ミラノ）。1939年からカリフォルニア州に暮らすも足繁くイタリアを訪ねており、1949年には帰国した。
作曲家としてのモンテメッツィは、イタリア音楽に伝統的な抒情性を、リヒャルト・ワーグナーの壮麗な管弦楽法や、クロード・ドビュッシーに影響された色彩的な音色の活用に結びつけたことによって評価されている。

## 歌劇
- 《ビアンカ》 Bianca （1901年、上演歴なし）
- 《ジョヴァンニ・ガルレーゼ》 Giovanni Gallurese （1905年、トリノ）
- 《エレラ》 Hellera （1909年、トリノ）
- 《三人の王の愛》 L'amore dei tre re （1913年、ミラノ。1914年、ニューヨーク）
- 《舟》 La nave （1918年、ミラノ）
- 《遙かなる姫君》 La Principessa Lontana
- 《ゾライマの夜》 La notte di Zoraima （1931年）
- 短編オペラ《魔力》 L'incantesimo （1943年、NBC放送局のための作品）